# Dadi Denis
Dadi Denis (ur. 13 sierpnia 1976 w Stanach Zjednoczonych) – haitański lekkoatleta, sprinter.
Podczas igrzysk olimpijskich w Atenach (2004) zajął 7. miejsce w swoim biegu eliminacyjnym na 400 metrów i odpadł z rywalizacji.

## Rekordy życiowe
- Bieg na 400 metrów – 47,14 (2000)